# Vadim Baranov
Vadim Ilitch Baranov (Вадим Ильич Баранов), né le 26 avril 1930 à Nijni Novgorod et mort le 17 avril 2014 à Moscou, est un écrivain soviétique et russe et critique littéraire. Il est docteur en sciences philologiques en 1974, nommé professeur en 1979, membre de l'Union des écrivains de l'URSS à partir de 1968, de l'Union des journalistes de l'URSS en 1957. C'était l'un de ceux qui ont été en faveur du profil de Maxime Gorki sur le logotype de la Gazette littéraire. Il a reçu la médaille Pour un travail vaillant dans la Grande Guerre patriotique de 1941-1945,.

## Biographie
Il naît en 1930 à Gorki (aujourd'hui Nijni Novgorod). Son père, Ilia Stepanovitch Baranov, est appelé au début de la Grande Guerre patriotique sur le front biélorusse, où il disparaît en 1942. Adolescent, Vadim Baranov travaille pendant la guerre dans un atelier de l'usine Krasnoïé Sormovo de Gorki, où il répare les chars soviétiques provenant du front.
Il est diplômé de la faculté d'histoire et de philologie de l'université de Gorki (1953). Il publie dès ses études et débute comme critique littéraire en 1956. En 1953-1957, il est étudiant de troisième cycle (aspirantoura) à l'université de Gorki. Il présente sa thèse en 1958. Il participe à trois séminaires de toute la Russie de jeunes critiques à Peredelkino (1961-1963). Après son travail au journal Leninskaïa smena, il enseigne à l'université de Gorki (1958-1961), à l'université de Bachkirie (1961-1966), puis de nouveau à Gorki. Il s'installe le 19 août 1991 à Moscou. En 1993-1995, il enseigne en Pologne.
Sa thèse de doctorat d'État est intitulée A.N. Tolstoï et la littérature soviétique: pensée artistique de l'écrivain et développement du réalisme et défendue en 1974 à l'Institut de littérature mondiale Gorki. Il donne des conférences sur la littérature russe à Pékin, Paris (Sorbonne), La Havane, Oulan Bator. Il participe à de nombreuses conférences internationales à l'Institut de littérature mondiale Gorki et il est délégué au congrès de l'Association internationale des professeurs de langue et littérature russes (MAPRYAL, 1990).
Il a publié 16 livres à Moscou, Gorki et Oufa. Son livre L'Outil de la connaissance et de la lutte. Sur le réalisme socialiste comme méthode de pensée artistique, qui se distingue par une approche non conventionnelle du problème, a reçu le prix du concours de toute l'Union. Plus de 45 critiques ont été publiées sur les livres de  Baranov en Russie et à l'étranger. Ses livres ont été traduits en 13 langues.
Il était membre du comité de rédaction de La Revue littéraire («Литературное обозрение») dès le premier numéro (1973-1989), de la revue Littérature soviétique («Советская литература») (en langues étrangères), comme critique de la littérature biélorusse et turkmène. Il est membre du comité de rédaction de la collection des œuvres complètes d'Alexis Tolstoï en 10 tomes (1982-1986), membre des comités de rédaction de plusieurs collections universitaires.
Il meurt le 17 avril 2014 à Moscou. Il est inhumé au cimetière Donskoï. « Quoi qu'il écrive, sa devise est simple : toujours aller à l'essentiel en tout. »